# Giovanna Battaglia
Giovanna Battaglia Engelbert, född 1979 i Milano i Italien, är en italiensk-svensk moderedaktör.

## Biografi
Giovanna Battaglia växte upp i Milano i en familj med fem barn, varav en syster är modedesignern Sara Battaglia. Modern undervisade i skulptur vid Accademia di Belle Arti di Brera i Milano. Hon studerade själv på Accademia di Belle Arti di Brera. Hon började som fotomodell för Dolce & Gabbana i övre tonåldern, men lämnade modellyrket för att bli stylist. Hon arbetade som stylist för modemagasinet Pig och för chefredaktören Franca Sozzani (1950–2016) på italienska Vogue.
Battaglia flyttade 2011 till New York för att arbeta för modetidskriften W. 

### Familj
Hon gifte sig 2016 med Oscar Engelbert.